# 鼠疫疫苗
鼠疫疫苗是针对鼠疫耶尔森菌，用于预防鼠疫的疫苗。自1890年以来，鼠疫疫苗通常为灭活疫苗，但该种疫苗对肺鼠疫的效果较差，因此已有减毒疫苗和重组蛋白疫苗。

## 鼠疫免疫
第一种鼠疫疫苗由细菌学家沃尔德玛·哈夫金开发于1897年他亲自注射了疫苗，以证明疫苗的安全性。此后，哈夫金在英属印度开展了大规模接种计划。据估计，在1897年至1925年间，从孟买发出了2600万剂哈夫金鼠疫疫苗，使鼠疫死亡率降低了50%至85%。
鼠疫疫苗通过多种途径向有感染任何临床形式鼠疫风险的人施用抗原物质（疫苗），从而在易感者体内诱导主动特异性免疫。这种方法称为鼠疫免疫。有证据表明，某些鼠疫疫苗可有效预防鼠疫或降低鼠疫耶尔森菌感染的症状。鼠疫免疫还包括对具有直接暴露风险者施用鼠疫血清或鼠疫抗体后，在易感者体内达到针对鼠疫的被动特异性免疫状态。
考科藍合作組織的审查认为，对疫苗效果尚没有研究能够达到足够的质量，因此无法对现代疫苗的效果做出任何评价。